# Tchiornaïa Balka
Pour les articles homonymes, voir Balka.
Tchiornaïa Balka (en russe: Чёрная балка ; en anglais Chernaya Balka) est un parc botanique appelé  zakaznik et l'une des aires protégées de la fédération de Russie. Le parc a été créé le 22 septembre 1977 tout près de l'agglomération de  Belaïa Kalitva, dans le village de Kakichev. Le monument a une valeur pour la protection des sols, la sécurité de l'eau et le contrôle de l'érosion. Il joue un rôle environnemental, scientifique, récréatif et éducatif.

## Géographie
Il est situé sur la rive droite de la rivière Donets, au sud-ouest de Bogatov, dans l'oblast de Rostov. sur une superficie de  212,67 hectares.
L'endroit est une sorte de steppe boisée dont le sol est de type terre noire.

## La flore et la faune
Une vingtaine d'espèces d'arbres et plus d'une centaine d'espèces de plantes herbacées occupent le parc.
La plaine de la forêt est composée de forêts de chênes, (Acer tataricum et Acer campestre), et de forêt de graminées dans (Brachypodium sylvaticum, Viola hirta, Campanula carpatica, Scutellaria altissima et Delphinium elatum). Mais aussi plus de 150 espèces de plantes vasculaires sont enregistrés. 11 sont inscrites dans le livre rouge de l'Oblast de Rostov. Parmi eux, il y a Stipa pulcherrima, Stipa ucranica, Delphinium schmalhausenii , Bellevalia sarmatica et Iris humilis.
La faune est variée et abondante. On peut trouver des sangliers, des chevreuils, des lièvres d'Europe, des renards, des faisans, des cailles des blés, des perdrix grises, des palombes, l'élan et le cerf élaphe. Mais aussi en trouve les espèces inscrites dans le livre rouge de la fédération de Russie comme le pygargue à queue blanche et l'orthoptère Saga pedo.